# Koepe

Principe du système Koepe.

La poulie Koepe est l'élément principal d'une machine d'extraction particulière, qui prend le nom de son inventeur Carl Friedrich Koepe.

## Historique
Carl Friedrich Koepe (de) est né le 1er juillet 1835 à Kamen et décédé le 12 septembre 1922 à Bochum.
Dès 1873, il était directeur technique de diverses mines de charbon.
De 1876 à 1877, il met au point une poulie à gorge qui entraîne le câble de traction par adhérence. Après des débuts hésitants, la poulie Koepe deviendra la norme après la seconde guerre mondiale.
Il faut toutefois signaler que le Français Armand Champigny avait breveté un système fort similaire quelques années auparavant.  

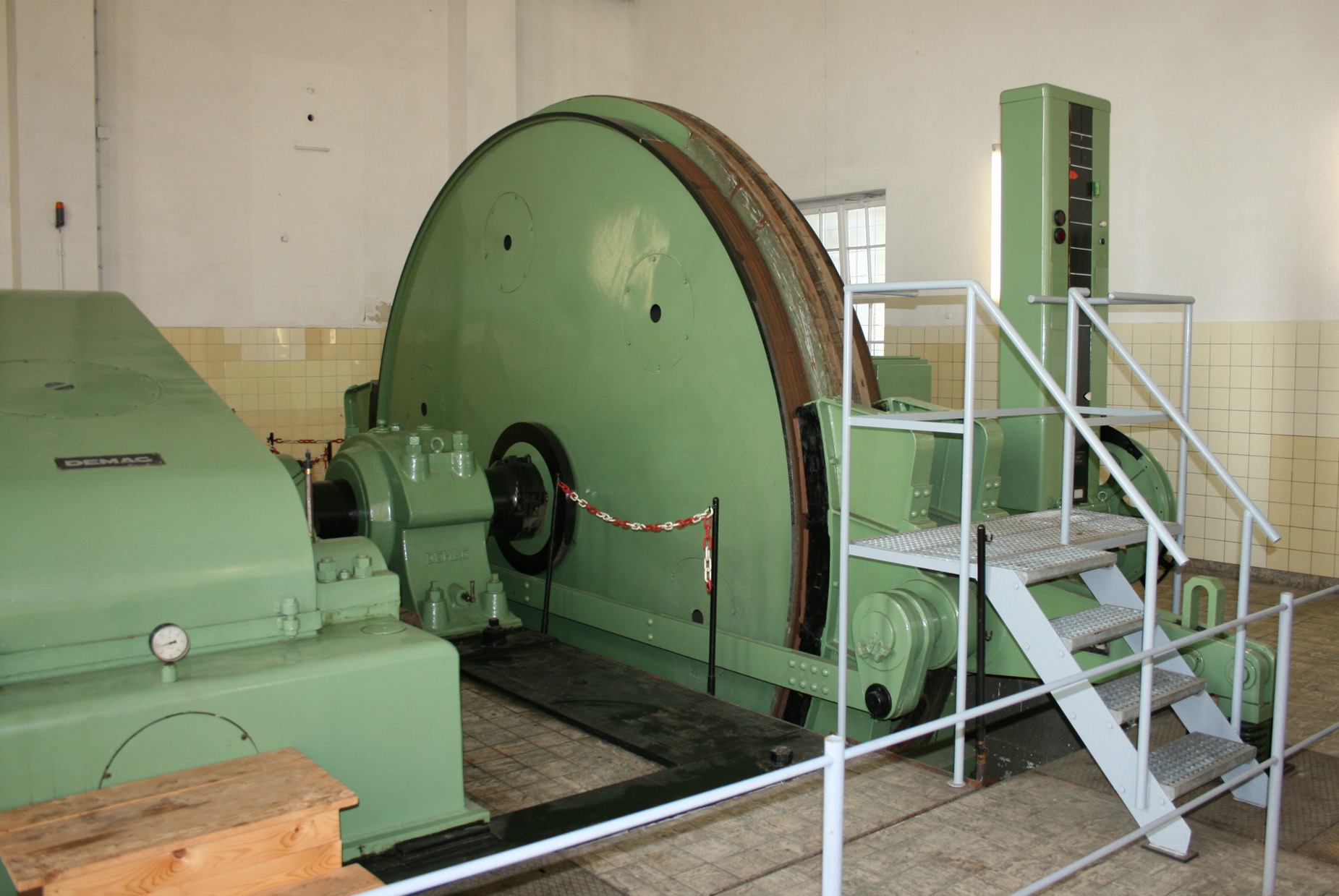
Vue de côté d'une poulie.
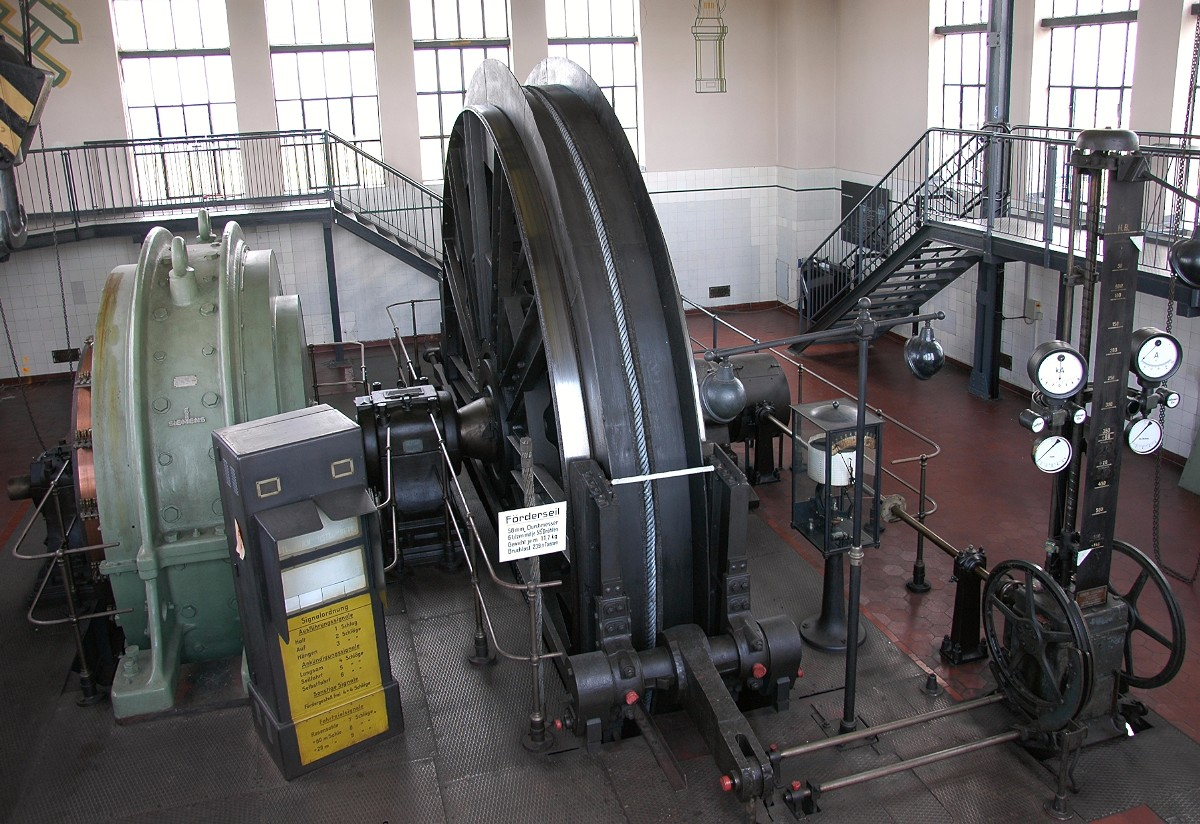
Machine électrique de 1923 utilisant une poulie koepe.

## Description
Nomenclature de la « machine électrique de 1923 utilisant une poulie koepe » :
1. moteur électrique à courant continu (reconnaissable à la présence du collecteur) ;
2. poulie Koepe (en prise directe sur le moteur) ;
3. au centre de la poulie le câble d'extraction et de chaque côté les bandes de freinage ;
4. le Karlik (ou son équivalent) ;
5. la colonne des profondeurs.